# Chrysops provocans
Chrysops provocans är en tvåvingeart som beskrevs av Walker 1850. Chrysops provocans ingår i släktet Chrysops och familjen bromsar. Inga underarter finns listade i Catalogue of Life.